# Saint-Mard-sur-le-Mont
Saint-Mard-sur-le-Mont  là một xã thuộc tỉnh Marne trong vùng Grand Est đông nam nước Pháp. Xã này nằm ở khu vực có độ cao trung bình 165 mét trên mực nước biển.